# Finn Laudrup
Finn Laudrup (Frederiksberg, 31 de julio de 1945) es un exfutbolista danés que jugaba como delantero. Aunque desarrolló la mayor parte de su carrera como deportista profesional en clubes de distintas categorías de su país, también registró un paso por el Wiener Sport-Club en Austria. Llegó a ser miembro de la selección de fútbol de Dinamarca, con la que disputó 19 partidos y anotó 6 goles. 

## Trayectoria
Laudrup jugó para el Vanløse hasta que, en 1968, fue fichado por el Wiener Sport-Club de la máxima categoría profesional austríaca.
Regresó a su país en 1970 para incorporarse al Brønshøj.
En 1973 pasó a las filas del Brøndby IF, que en esa época se encontraba militando en la cuarta categoría  del fútbol dinamarqués. Allí ofició de jugador-entrenador, consiguiendo el ascenso a la categoría superior.
Tras jugar entre 1976 y 1980 en el KB, regresó al Brøndby IF en 1981 para disputar su temporada final.

## Selección nacional
Fue miembro de la selección de fútbol de Dinamarca entre 1967 y 1979. 

## Clubes
| Club              | País      | Año       |
| ----------------- | --------- | --------- |
| Vanløse IF        | Dinamarca | 1962–1967 |
| Wiener Sport-Club | Austria   | 1968–1970 |
| Brønshøj BK       | Dinamarca | 1970–1972 |
| Brøndby IF        | Dinamarca | 1973–1975 |
| KB                | Dinamarca | 1976–1980 |
| Brøndby IF        | Dinamarca | 1981      |

## Vida personal
Es padre de los exfutbolistas Michael Laudrup y Brian Laudrup.